# Murillo el Cuende
Murillo el Cuende (baskisch Murelu Konde) ist ein Ort und eine Gemeinde (Municipio) in der Comunidad Foral Navarra in Nordspanien mit 712 Einwohnern (Stand: 2024). Neben der gleichnamigen Ortschaft Murillo el Cuende gehören die Ortschaften Rada und Traibuenas zur Gemeinde. 

## Lage
Murillo el Cuende liegt etwa 62 km südlich von Pamplona in einer Höhe von ca. 350 m. Der Río Aragón durchschneidet die Gemeinde in ostwestlicher Richtung.

## Sehenswürdigkeiten
- Fideskirche (Iglesia de Santa Fe) in Murillo el Cuende
- Johannes-der-Täufer-Kirche in Traibuenas
- Kreuzkapelle in Murillo el Cuende

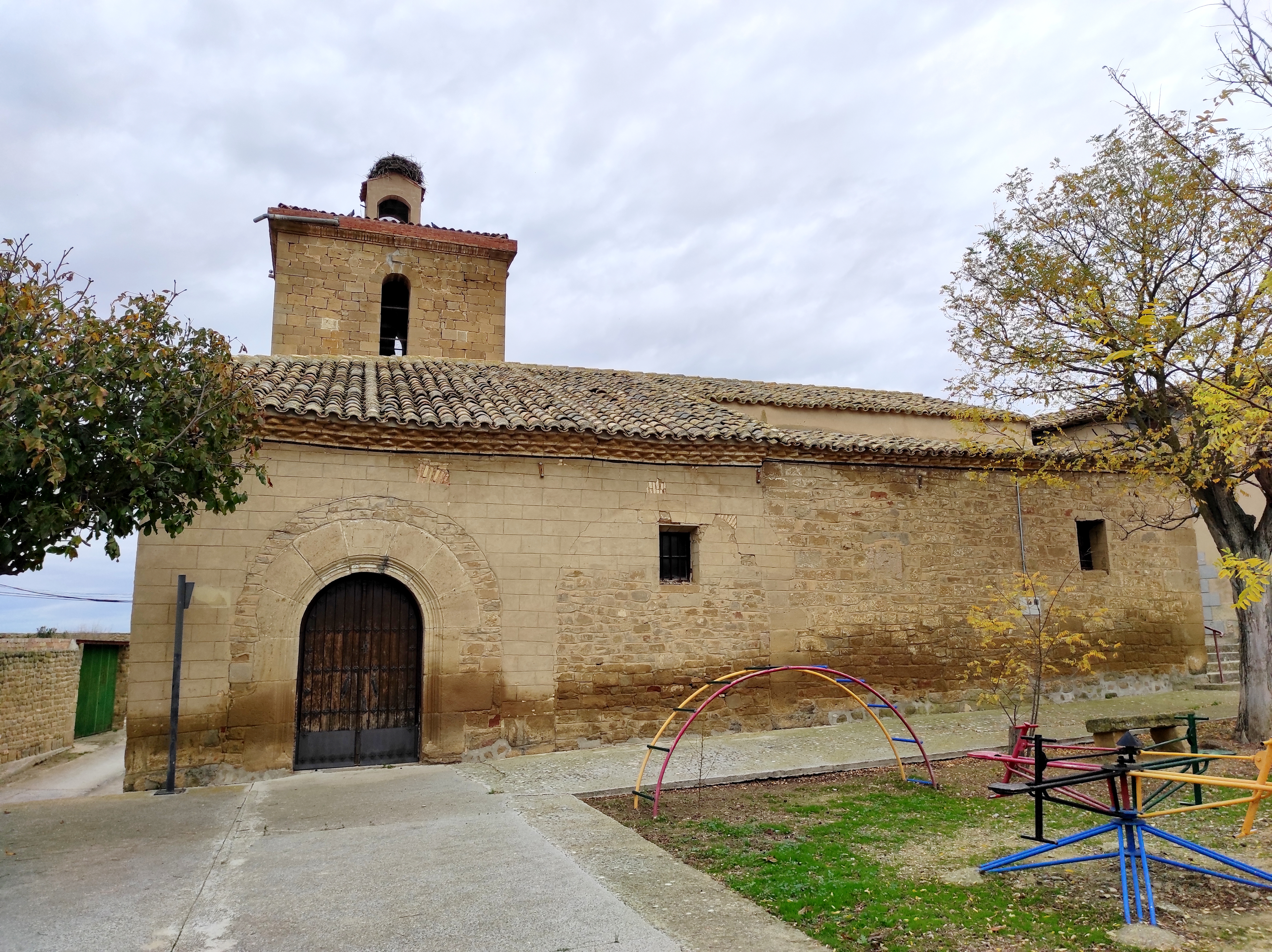
Fideskirche
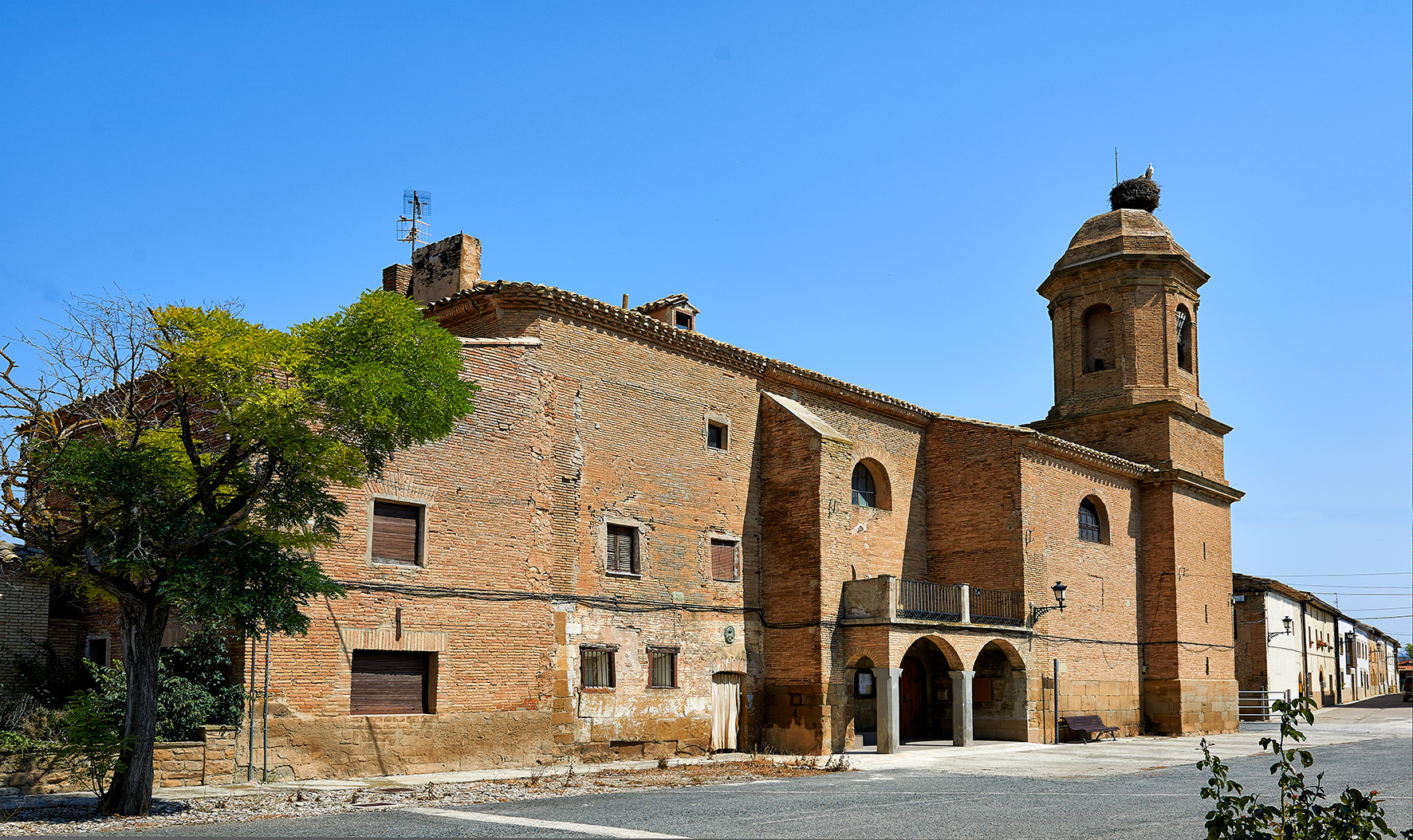
Johannes-der-Täufer-Kirche
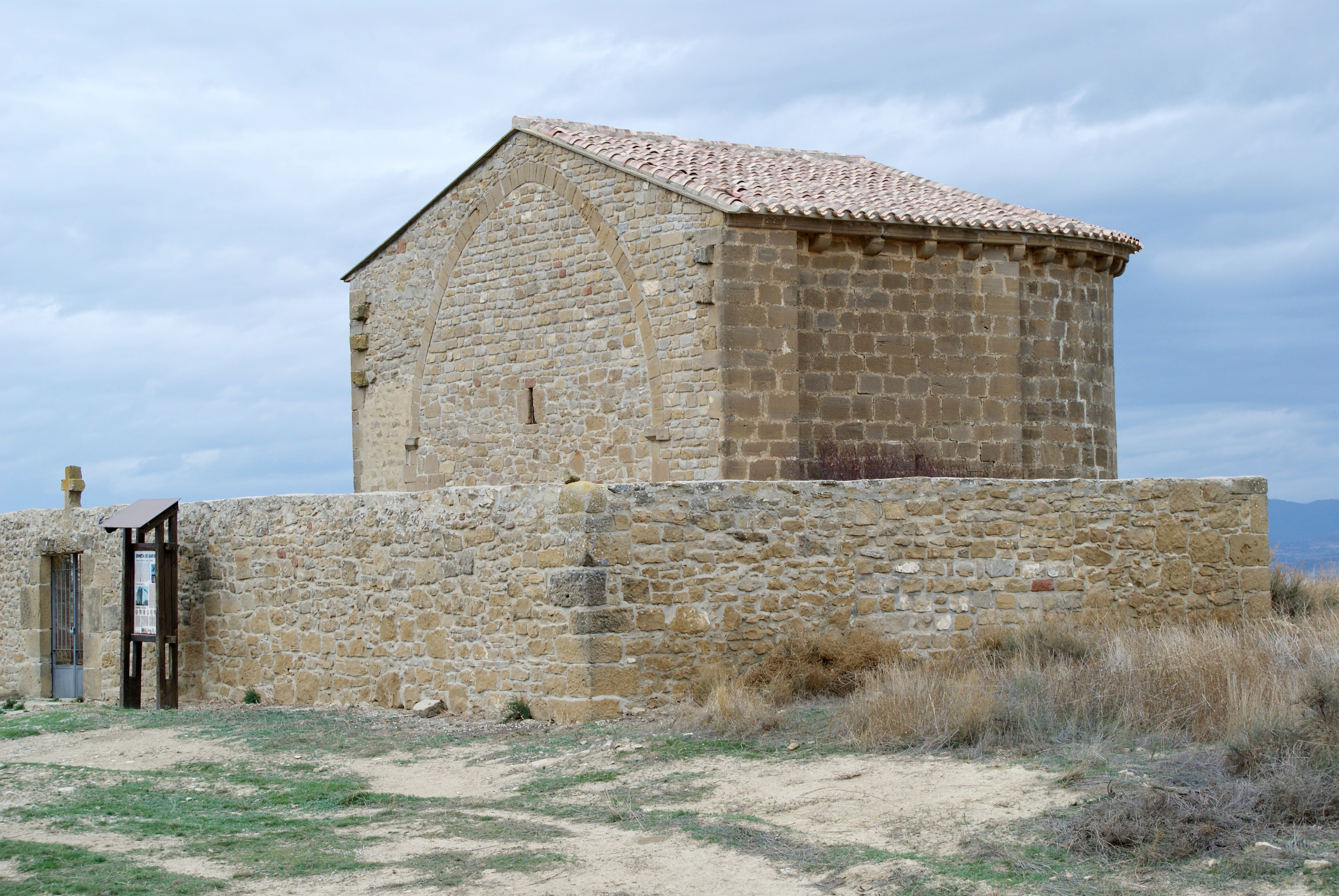
Kreuzkapelle
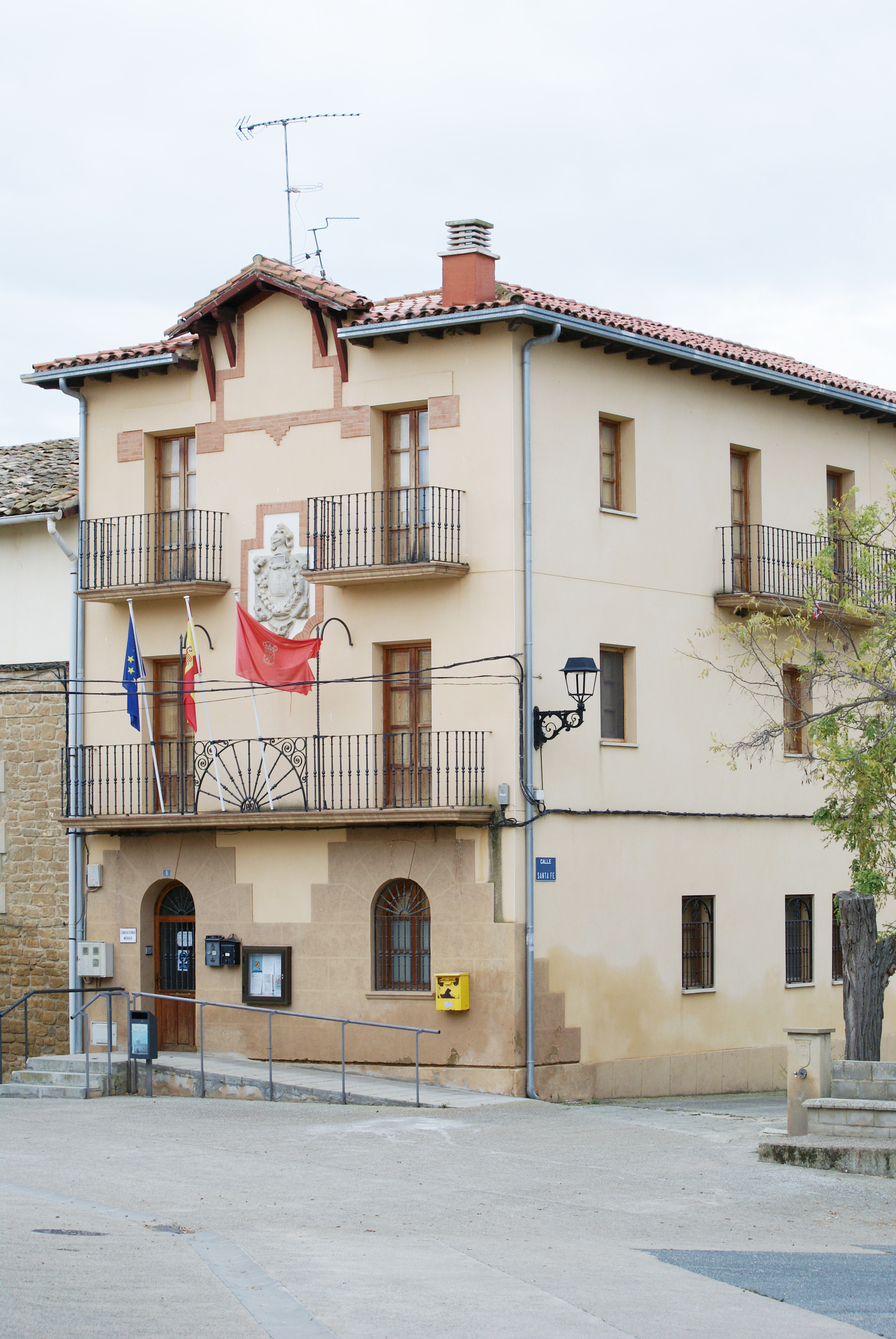
Rathaus